# KRC Mechelen

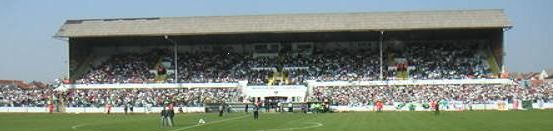
Oscar Vankesbeeckstadion

KRC Mechelen (celým názvem Koninklijke Racing Club Mechelen) je belgický fotbalový klub z města Mechelen založený v roce 1904. Klubové barvy jsou bílá a zelená. V sezóně 2014/15 hraje belgickou druhou ligu Tweede klasse. Svá domácí utkání hraje na Oscar Vankesbeeckstadionu s kapacitou 13 687 míst.
Jeho městským rivalem je klub KV Mechelen.
Čtyřikrát vyhrál belgickou druhou ligu (1909/10, 1947/48, 1974/75, 1987/88).